# Franky Van Der Elst
Franky Van Der Elst (Opwijk, 30 de abril de 1961) é um ex-futebolista e treinador de futebol belga. Atualmente, comanda o KSV Roeselare.
Em março de 2004, foi incluído por Pelé na lista dos 125 melhores jogadores ainda vivos.

## Carreira
Van Der Elst iniciou a carreira em 1978, no RWD Molenbeek, onde jogou 104 partidas até 1984, quando assinou com o Club Brugge, onde se destacou ao conquistar 15 títulos pela equipe. Em 15 anos envergando a camisa azul e preta, disputou 466 jogos e marcou 15 gols até 1999, ano de sua aposentadoria como jogador, aos 38 anos. No mesmo ano, estreou como técnico, no Germinal Beerschot.
Passou também por Lokeren, FC Brussels, Lommel United, Sint-Truiden e KSV Roeselare, onde está desde 2014. Ele ainda chegou a trabalhar como auxiliar-técnico no Club Brugge, entre 2005 e 2007.

## Seleção Belga
Van Der Elst estreou pela Seleção Belga em dezembro de 1984, contra a Grécia. Não chegou a jogar a Eurocopa, uma vez que a Bélgica ficou em terceiro lugar nas eliminatórias para o torneio em 1988, 1992 e 1996.
Participou de 4 Copas: 1986 (quarto lugar), 1990, 1994  (parou nas oitavas-de-final) e 1998, onde a Bélgica amargou a eliminação na primeira fase. Encerrou sua carreira internacional logo após a partida contra a Coreia do Sul, tendo jogado 86 partidas, marcando apenas um gol, contra a Noruega.